# 泰爾佩濟察鄉
44°17′N 23°31′E / 44.283°N 23.517°E
泰爾佩濟察鄉（羅馬尼亞語：Comuna Terpezița, Dolj），是羅馬尼亞的鄉份，位於該國西南部，由多爾日縣負責管轄，面積67平方公里，海拔高度190米，2007年人口1,781，人口密度每平方公里27人。